# Бекеш (приток Большой Хапицы)
Бекеш — река на полуострове Камчатка в России. Протекает по территории Усть-Камчатского района. Длина реки — около 29 км.
Начинается на западном склоне хребта Кумроч, к западу от горы Чистая. Течёт в западном направлении к Кузнецовскому перевалу, затем поворачивает на север. В среднем течении постепенно отклоняется на северо-запад, в низовьях, после выхода на равнину, принимая западное направление течения. Практически на всём своём протяжении протекает в гористой местности. Впадает в протоку Большой Хапицы — Старую Хапицу справа на расстоянии 37 км от её устья.
По данным государственного водного реестра России относится к Анадыро-Колымскому бассейновому округу.
- Код водного объекта - 19070000112120000017862[2]